# 鹿倉ダム
鹿倉ダム（かぐらダム）は、米代川水系の小坂川の支流荒川の秋田県鹿角郡小坂町上向字一ツ森39に洪水調節として建設されたダムである。1968年（昭和43年）鹿倉ダムの堤上が拡幅され、車の通れる橋に生まれ変わる。その後アカシア大橋の開通により鹿倉橋は廃れ、ダムの老朽化もあり現在ダム堤体は立入禁止となっている。鹿倉ダムには農地防災容量が設定されているが、治水協定により豪雨災害が予想される場合には事前放流により洪水調節容量が確保される。

## 鹿倉防災工事
昭和10年の鹿角郡北部の水害で、旧小坂町の被害が一番ひどく、当時の佐藤甚太郎町長は河川改修とともに、上流西の又に防災ダムを設けた。効果を疑問視し、反対する者も多かったが、完成後は鹿角郡北部を襲った3回の大洪水で被害を受けてもその量はさほどでもなかった。それが鹿倉防災ダムをつくるきっかけになった。
鹿倉ダム工事は小坂鉱山の煙害によってハゲ山になって災害の危険にさらされている小坂川の支流の荒川の七滝村鹿倉でせきとめ、洪水を調整するほか、四百町歩の水出にたいしてはかんがい用水利の役目を果たさせるため、昭和25年から六ヵ年計画により県営工事として施工、1億6千800万円の予算で30年に完工することになっていたもので、28年からようやく工事が本格化したものである。
この工事の地元負担金分の1割5分の2000万円を地元では煙害の影響が大きいため、小坂鉱山を経営する同和鉱業に寄付を求めていたが、昭和29年11月に同和鉱業はそれを了承しこの問題は解決した。

## 不正工事疑惑
1954年（昭和29年）10月13日秋田県議会総務委員会で木村明正県議は川上農地部長の出席を求め、鹿倉防災工事現場における汚職疑惑についての追求を行った。木村は「県職員に相当大がかりな汚職があったと巷間でいわれているが、県はどの程度調査しているのか」と質問をしたのに対し、川上は「正式な意味での報告はうけていないが、うわさは耳にしている。したがってどの程度のものかわからない」と答えた。さらに木村は追求をすると、中田委員長は「後刻非公式に事情聴取することにした」と言ったので質問は中止された。13日花輪署署長は県警刑事部長に連絡、指揮を求め、14日関係者を任意出頭の形で呼び出し、帳簿書類一切を押収して本格的取り調べを行うことにした。職員ならびに9月末日に退職した村議は設計変更、幽霊人夫の作成などによって28年度以降工事費から約40万円を横領したというもの。捜査の手が伸びたことを知った県耕地課では一部職員を退職または配置転換していた。
次の日、鹿倉ダム建設事務所の県耕地課員公金使い込み事件の詳細が報道された。元鹿倉防災施設事務所所長と元嘱託会計主任、元同所耕地課長の3名が公文書偽造、詐欺横領の容疑が濃く、花輪署では確証を握り逮捕は時間の問題とされた。これは昭和28、29年のダム工事のボーリング費用の300万円と機械施設工事100万円のなかから約40万円を接待費などに使ったことが明らかになったもの。これより先、県はこのことを知ると3人を配置転換や名目上の退職の処置を取り隠蔽を図ったが、内部から噂がたち署は外部に漏れないように捜査していたものの13日の県議会で事件が表面化して断固捜査に乗り出したものである。さらに、帳簿の一部が焼却されており、所長が転勤と前後して業者から家を提供してもらったこと、農水省に提出される単面更正に300万を浮かし、業者や地元土地改良組合らが陳情費に置き換えたのではないかという疑惑も報道された。